# 中村友哉
中村 友哉（なかむら ともや、1997年12月27日 - ）は、日本の陸上競技選手。専門は中距離走・長距離走。大阪府東大阪市出身。東大阪市立石切中学校、大阪桐蔭高等学校、青山学院大学国際政治経済学部・国際経済学科各卒業。大阪ガス陸上部に所属。
身長171cm、体重54kg。実兄は同じく大阪桐蔭高校・青山学院大学陸上部各出身で、社会人時代は住友電工陸上競技部に所属していた中村祐紀。

## 経歴

### 高校時代
- 東大阪市立石切中学校では陸上部に所属。同中学校卒業後は、実兄・祐紀と同じく大阪桐蔭高校へ入学した。
- 高校1年時の全国高校駅伝・大阪府予選では2区で区間賞を獲得し、大阪桐蔭高校を初優勝に導く[1]。この大会では3区を務めた祐紀との兄弟リレーも果たしている。第64回全国高校駅伝では7区区間5位（チーム22位）の成績を残した（祐紀も出場し1区区間6位）[2]。
- 2年時の第20回全国都道府県対抗男子駅伝に出場。4区区間3位と好走する（大阪府チーム総合17位）[3]。
- 3年時の2015年6月、第68回近畿高校総体陸上1500mで自己ベストで優勝。同年7月の全国高校総体2015・1500mでは決勝に進出するも6位に終わった。
- 第21回全国都道府県対抗男子駅伝に2年連続の出場。4区区間29位（大阪府チーム総合21位）[4]。

### 大学時代
- 高校卒業後は兄と同じ青山学院大学に進学。1年時の関東インカレ男子2部・1500mでは5位入賞を果たす。
- しかし2年から3年時まではケガとスランプが続き、特に目立った好成績を残せなかった。またその頃には選手引退・マネージャーへの転向を原晋監督から勧告されており、中村は後年「（大学の）寮では監督に会うのも嫌だったし、顔さえも見たくなかった」と打ち明けている[5]。
- 4年生になってからようやく結果を残し始め、大学駅伝デビューとなった第31回出雲駅伝ではアンカー6区に抜擢。3位でタスキを受けるも國學院大學・東海大学に逆転され5位でフィニッシュ。区間5位と不本意な成績に終わった[6]。
- 第51回全日本大学駅伝では6区を務め、区間2位の快走で4人を抜いて3位に浮上。チームは7区で首位に浮上するも、8区で逆転を許し2位[7]。
- 2019年11月の関東学連10000m記録挑戦競技会では、従来の記録（29分51秒51）を1分20秒も上回る、28分31秒68の自己ベストを記録。レース後「これからが大事。（箱根駅伝は）どの区間も対応できるよう準備していきたい」と気を引き締めた[8][9]。
- 第96回箱根駅伝では7区を務め区間4位[10][11]。首位を危なげなく守り、青学大の総合優勝に貢献した[12]。

### 実業団時代
- 2020年4月より大阪ガス陸上部に所属。第65回ニューイヤー駅伝では1区を務め区間27位であった。

## 戦績

### 主な戦績
| 年         | 大会                                                 | 種目(区間)     | 順位       | 記録          | 備考                 |
| ---------- | ---------------------------------------------------- | -------------- | ---------- | ------------- | -------------------- |
| 2013年11月 | 第64回大阪府高等学校駅伝兼全国高校駅伝競走大会予選会 | 2区(3.0km)     | 1位        | 8分41秒       | チーム総合初優勝     |
| 2013年12月 | 第248回日本体育大学長距離競技会                      | 5000m          | 44組・8位  | 13分56秒81    | 自己ベスト           |
| 2013年12月 | 第64回全国高等学校駅伝競走大会                       | 7区(5.0km)     | 5位        | 14分41秒      | チーム総合22位       |
| 2015年1月  | 第20回天皇盃全国都道府県対抗男子駅伝競走大会         | 4区(5.0Km)     | 3位        | 14分25秒      | 大阪府チーム総合17位 |
| 2015年6月  | 第68回近畿高校総体陸上                               | 1500m・決勝    | 優勝       | 3分49秒01     | 自己ベスト           |
| 2015年7月  | 全国高校総体2015                                     | 1500m・決勝    | 6位        | 3分49秒72     |                      |
| 2016年1月  | 第21回天皇盃全国都道府県対抗男子駅伝競走大会         | 4区(5.0Km)     | 22位       | 14分48秒      | 大阪府チーム総合21位 |
| 2016年5月  | 第95回関東学生陸上競技対校選手権大会                 | 1500m          | 1部・5位   | 3分50秒94     |                      |
| 2016年11月 | 2016年関東学生記録挑戦競技会                         | 10000m         | 11組・20位 | 29分51秒51    | 当時・自己ベスト     |
| 2017年2月  | 第37回神奈川マラソン                                 | ハーフマラソン | 92位       | 1時間7分45秒  | 初レース             |
| 2019年11月 | 関東学連10000m記録挑戦競技会                         | 10000m         | 9組・1位   | 28分31秒68    | 自己ベスト           |
| 2020年1月  | 第8回公認奥球磨ロードレース                          | ハーフマラソン | 7位        | 1時間03分08秒 | 自己ベスト           |

### 大学駅伝戦績
| 学年(年度)       | 出雲駅伝                    | 全日本大学駅伝              | 箱根駅伝                         |
| ---------------- | --------------------------- | --------------------------- | -------------------------------- |
| 1年生 (2016年度) | 第28回 ー - ー 出走なし     | 第48回 ー - ー 出走なし     | 第93回 ー - ー 出走なし          |
| 2年生 (2017年度) | 第29回 ー - ー 出走なし     | 第49回 ー - ー 出走なし     | 第94回 ー - ー 出走なし          |
| 3年生 (2018年度) | 第30回 ー - ー 出走なし     | 第50回 ー - ー 出走なし     | 第95回 ー - ー 出走なし          |
| 4年生 (2019年度) | 第31回 6区-区間5位 30分02秒 | 第51回 6区-区間2位 37分29秒 | 第96回 7区-区間4位 1時間03分23秒 |

## 自己記録
- 1500m・・・3分49秒01（2015年6月19日：第68回近畿高校総体陸上）
- 5000m・・・13分35秒52（2022年7月13日：ホクレン・ディスタンスチャレンジ網走大会）
- 10000m・・・28分31秒68（2019年11月23日：関東学連10000m記録挑戦競技会）
- ハーフマラソン・・・1時間03分08秒（2020年1月19日：第8回公認奥球磨ロードレース）